# Вурцен
Вурцен (њем. Wurzen) град је у њемачкој савезној држави Саксонија. Једно је од 41 општинског средишта округа Лајпциг. Према процјени из 2010. у граду је живјело 16.992 становника. Посједује регионалну шифру (AGS) 14729410.

## Географски и демографски подаци
Вурцен се налази у савезној држави Саксонија у округу Лајпциг. Град се налази на надморској висини од 124 метра. Површина општине износи 68,8 km². У самом граду је, према процјени из 2010. године, живјело 16.992 становника. Просјечна густина становништва износи 247 становника/km².

## Међународна сарадња
| Мјесто | Држава | Врста сарадње | Од    |
| ------ | ------ | ------------- | ----- |
|        | Чешка  | контакт       | 2000. |
| Извор  |        |               |       |